# Жезлов, Николай Игнатьевич
Николай Игнатьевич Же́злов (1916—1983) — советский государственный и хозяйственный деятель. 1-й секретарь Калмыцкого областного комитета КПСС (1957—1958), 2-й секретарь Ставропольского крайкома КПСС (1970—1976).

## Биография
Родился в 1916 году в селе Ремонтное (калм. Джурук) Калмыцкой Степи Астраханской губернии, ныне с. Ремонтное Ростовской области.
Трудовую деятельность начал в 1933 году в Виноделенском райкоме комсомола Ставропольского края. По окончании в 1940 году Ставропольского зооветеринарного института работал старшим зоотехником в животноводческом совхозе Пензенской области.
Участник Великой Отечественной войны, прошёл путь от рядового до капитана.
Член ВКП(б) с 1942 года.
С 1946—1956: инструктор Ставропольского крайкома КПСС, 1-й секретарь Апанасенковского райкома КПСС, секретарь Ставропольского крайкома КПСС по снльскому хозяйству. Вывел Апанасенковский район в число передовых районов края по производству животноводческих продуктов и зерна. В районе путём бурения скважин была найдена пресная вода. Ускорилось строительство канала Право-Егорлыкской обводнительно-оросительной системы. Безводный район получил кубанскую пресную воду.
В декабре 1956 с восстановлением Калмыцкой автономии и возвращением калмыков из сталинской депортации, первоначально — в составе Ставропольского края, назначен 1-м секретарем Калмыцкого обкома партии. Внес вклад в восстановление экономики Калмыкии и её развитие.
С 1959 года - начальник краевого управления мясо-молочной промышленности Ставропольского СНХ, с 1964 года - вновь секретарь крайкома партии по сельскому хозяйству. Во время замещения Жезловым руководящих должностей в крайкоме КПСС, Ставропольский край стал передовым регионом по производству животноводческих продуктов и зерна, быстро расширялись площади орошаемых земель. В крае построены дороги, водопроводы, Отказненское и Чограйское водохранилища. Созданы крупные животноводческие объединения, откормочные площадки, специализированные совхозы.
В 1970 году, с назначением Михаила Горбачева 1-м секретарем Ставропольского крайкома партии, Н. И. Жезлов назначен 2-м секретарем. Уволен в 1976 году,  его место занял В.А. Казначеев. М.С.Горбачев утверждал ( правильно ли - неизвестно ), что Н.И.Жезлов злоупотреблял алкоголем и вел себя аморально.
Избирался депутатом Верховного Совета СССР 5-го созыва, Верховного Совета РСФСР 8-го и 9-го созывов.
Умер в 1983 году.

## Награды
- Орден Октябрьской Революции (27 августа 1971)[1]
- Орден Красной Звезды[2]
- Почетный гражданин Ставропольского края[3]